# Katina Paxinou
Katina Paxinou (Grieks: Κατίνα Παξινού) (Piraeus, 17 december 1900 – Athene, 22 februari 1973) was een Grieks actrice.
Katina Paxinou werd in 1900 geboren als  Aikaterini Konstantopoulou. Paxinou debuteerde als filmactrice in 1928. Samen met haar man Alexis Miniotis was ze tevens lid van het ensemble van de koninklijke schouwburg in Athene. In 1946 speelde ze in de Amerikaanse dramafilm For Whom the Bell Tolls naar de gelijknamige roman van Ernest Hemingway. Ze won voor haar acteerprestatie in die film de Oscar voor Beste Vrouwelijke Bijrol. Daarmee was ze een van de eerste buitenlandse actrices die een Oscar won.
Katinou Paxinou stierf in 1973 aan kanker.

## Filmografie (selectie)
- 1943: For Whom the Bell Tolls
- 1943: Hostages
- 1945: The Confidential Agent
- 1947: Mourning Becomes Electra
- 1947: Uncle Silas
- 1949: Prince of Foxes
- 1955: Mr. Arkadin
- 1959: The Miracle
- 1960: Rocco e i suoi fratelli
- 1968: Tante Zita
- 1970: Un été sauvage